# André Drege
André Drege (Alesund, 4 de mayo de 1999-Heiligenblut am Großglockner, Austria, 6 de julio de 2024) fue un ciclista noruego que competía en ciclismo en ruta y que logró nueve victorias UCI, siete de ellas en 2024.

## Palmarés
2022
- Gran Premio Internacional de Rodas
- Gylne Gutuer

2024
- Visit South Aegean Islands, más 2 etapas
- Vuelta a Rodas, más 1 etapa
- 1 etapa del Circuito de las Ardenas
- 1 etapa del Tour de Loir-et-Cher

## Muerte
Drege murió el 6 de julio de 2024 durante el descenso del Grossglockner High Alpine Road en la etapa 4 del Tour de Austria de 2024.